# Надор (град)
Надор (арап. Nador) је лучки град на североистоку Марока на обали Средоземног мора. 
Надор је и трговински центар за промет рибе, воћа и живе стоке. Полуауто-путем, дужине десетак километара, повезан је са шпанском енклавом – градом Мелиљом који је под шпанском управом.
Град има око 180.000 становника.
Поред града са именом Надор постоји и провинција истог имена чији је Надор главни град. Абделах Бенхидба је тренутни гувернер порвинције (2006), а постављен је од стране краља Мухамеда VI. У близини града су постројења радио-станице Радио Меди чије се антене налазе на торњу, међу највишим у Африци (380 м).
Индустрија је слабо развијена, доминира пољопривреда и нешто индустрије за прераду рибе.
Главни извори прихода су новчани трансфери радника који раде у иностранству и коришћење погодности куповине без царине у оближњем граду Мелиљи. Трговина наркотицима је у паду под притиском Европске уније.
И поред тога Надор је, по економској снази, други град у Мароку (после Казабланке).
Центар града су градили још шпански завојевачи и о томе постоје трагови у архитектури. 
Град као и Мароко је добио независност 1956.
У близини града је и велики, истоимени, аеродром.

## Квартови
Град се састоји из следећих квартова и предграђа:
- Ел кинди
- Лараси
- Матар (Анафаг)
- Лари Шик
- Публао
- Центро/Морекеб/Центар/Аммас н Темдинт
- Аит Мимоун (Пијаца)
- Исебанен

## Становништво
| Година       |
| Становништво |
| ------------ |

## Партнерски градови
- Амстердам